# Газан-хан
Газан-хан (Газан хаан, 5 листопада 1271 — 11 травня 1304) — хан держави Хулагуїдів у 1295—1304 роках.

## Життєпис

### Молоді роки
Походив з роду Хулагуїдів. Був сином Аргун-хана і Кутлуг-хатун. Народився у 1271 році в Хорасані, де тоді намісником був його батько. Незабаром було хрещено згідно з несторіанськими канонами. Дитиною також вивчав буддизм та монгольську поганську віру.
1284 року після сходження Аргун-хана на трон Ільханів призначений намісником Хорасана. Тут поринув у розваги разом з місцевою монгольською знаттю. Але 1289 році розпочався конфлікт Аргун-хана з Чагатайським улусом, а Газан вимушений був захищати кордони держави. Водночас довелося вести війну проти Навруза, одного з колишніх емірів Ільханів, що повстав. У 1291 році після смерті батька, зв'язаний проблемами охорони кордони та боротьби з повсталими, Газан-хан не наважився на боротьбу за владу в державі. Тому визнав новим Ільханом свого стрийка Гайхату.
При підтримці монгольських військ 1295 року вступив у боротьбу за трон, в результаті було повалено хана Гайхата. Потім повстав проти Ільхана Байду і опанував престолом. Того ж року, розраховуючи на підтримку перської знаті і духівництва, а також мусульманської частини монгольської кочової знаті, прийняв іслам. При цьому прийняв ім'я Махмуд.

### Володарювання
У 1295 році ворожі хани Дува і Хайду вдерлися до меж держави Хулагуїдів. Газан не зміг завадити спустошенню Махандерану і Хорасану, але відбив атаку на Герат, а потім змусив здатися Навруз. Незабаром одружився з жінкою з держави Юань, яку привіз Марко Поло. Надалі підтримував дружні відносини з династією Юань в Китаї на противагу Чагатайському улусу. Вже 5 жовтня 1295 року в Тебрізі видав наказ про руйнування усіх християнських церков, синагог і буддистських храмів. Але невдовзі надав виключення вірменським церквам з огляду на запеклий спротив вірмен Нахічевані.
У 1296 році проти влади Ільханів повстали ойрати, які раніше були переселені до колишнього Іконійського султанату в Анатолії. Вони були невдоволені політикою ісламізації. 10-15 тис. ойратів планували передати захоплені землі Мамлюкському султанату. Повстання було придушено, а також відбити спроби мамлюків з Єгипту атакувати землі Хулагуїдів в Месопотамії. Потім повстав Сюке, онук Хулагу, невдоволений впливом еміра Навруза в Хорасані. За цим придушено заколоти емірів Уссена-Тимура й Курміши, а невдовзі також Арслан-оглана, нащадка Джучі-Хасара (брата Чингисхана). Слідом за цим Газан-хан наказав стратити 5 Хулагуїдів та 38 емірів.
1297 року наказав стратити еміра Навруза. Слідом за цим повернув захист християнам в рамках своїх володінь. Ймовірно розраховував на підтримку хрестоносних держав у боротьбі проти мамлюків.
У 1298 році призначив візиром Рашид-ед-Діна (жида, що прийняв іслам). Наказав йому скласти книгу з генеалогії, релігії та звичаїв монголів. В ній було перебільшено та підкреслено значення предка Газан-хана — хулагу та його родини в походах Чингиз-хана й створенні Монгольської імперії.
З метою відродження економіки країни, зруйнованої монгольськими завоюваннями і політикою перших ільханів, Газа-хан провів низку реформ. Були встановлені точні розміри податків (харадж і купчур) і визначені терміни їх сплати. Всякі довільні побори строго заборонені. Заборонено постій військових і цивільних чинів, як і гінців, в будинках раятів. Занедбані землі віддані на пільгових умовах землевласникам (зі скороченням суми хараджа до 3/4, 3/5 і 7 г в залежності від якості землі та умов обробки і зрошення) із зобов'язанням окропити, заселити і обробити ці землі. Вжито заходів для огородження селян від сваволі і насильств чиновної і військової знаті і її слуг. Також було скасовано систему розплати по ассигновки. Тамга в одних містах скасована зовсім, в інших скорочена наполовину. Переводилися на оброк раби, що працювали в казенних майстерня (кархане), які раніше отримували тільки мізерний пайок. Невдовзі відновлено карбування срібної монети: 1 динар, рівний 6 дирхемам, містив 13 г срібла.
Проведено широкі зрошувальні роботи, проводились канали, були побудовані обсерваторія і госпіталь поблизу Тебріза, виявлялося заступництво вченим. Реформи Газа-хана привели до часткового відновлення сільського господарства. Законодавство Газан-хана підтвердило прикріплення селян до землі і встановило 30-річний термін для розшуку втікачів. Загальний дохід держави незабаром збільшився з 17 млн до 21 млн динарів на рік.

Поход монголів проти Єгипту

Зміцнивши державу, змусивши правителів сельджуків, Грузії, Вірменії та Ширвану, Газан-хан розпочав боротьбу за Сирію за мамлюкським Єгиптом. При цьому було укладено союз з королівством Кіпр. У 1299 році війська Гахан-хана вдерлися до Сирії, де захопив Галеб. Тут до нього приєднався васалас Гетум II, правитель Кілікійського царства. У грудні того ж року монголи завдали рішучої поразки мамлюкам у битві при Ваді аль-Хазнадарі. 1300 року було захоплено Дамаск, а легкі частини спустошили Палестину, дійшли до міста Газа. Проте через нестачу харчів Газан-хан відступив до Персії, залишивши залоги в Сирії.
1301 році війська Ільханів на чолі із Кутлу-шахом вдерлися до Палестини, але не зуміли закріпитися тут. Згодом зосередилися на захисті захопленої Сирії, проте невдовзі відступили до Месопотамії. Того ж року встановив дипломатичні відносини з Папським престолом, намагаючись через нього спонукати європейські країни до нового великого хрестового походу проти Єгипту. Але з цього нічого не вийшло, оскільки Газан-хан не узгоджував власні військові дії з діями хрестоносців та королівства Кіпр. Імовірно, це було пов'язано з відновленою загрозою з боку Чагатайського улусу.
У 1303 році Газа-хан видав указ про наділення військовими ленами (ікта) всіх монголів, включених у феодальне ополчення. Того ж року на чолі війська рушив проти Єгипту. Втім, у вирішальній битві у квітні того ж року при Мардж аль-Саффара зазнав нищівної поразки. Після цього зосередився на внутрішніх справах. Помер у 1304 році. Йому спадкував брат Олджейту.